# Demon i panna Prym
Demon i panna Prym (port. O Demônio e a Srta. Prym) – powieść Paulo Coelho wydana w 2000 roku w Brazylii. W Polsce ukazała się w 2002 roku nakładem wydawnictwa Drzewo Babel. Książka została przełożona na język polski przez Barbarę Stępień oraz Grażynę Misiorowską.